# Adolfo Torrado Estrada
Adolfo Torrado Estrada (La Corunya, 2 de maig de 1904 - Madrid, 12 de juliol de 1958) va ser un comediògraf espanyol, molt popular en els anys 40 i 50 del segle xx, germà del director de cinema Ramón Torrado Estrada.

## Biografia
És el representant més important de la comèdia d'evasió de postguerra dels anys 40. Va iniciar la seva carrera literària en La Voz de Galicia i va fer els textos del documental La ciudad de cristal dirigit per Augusto Portela el 1926. Va marxar a Madrid en 1929, on va destacar com a autor dramàtic. En la seva primera peça, Crack, combinava el melodrama amb la comicitat al mateix temps que denunciava l'estraperlo i usava els estereotips regionals sobre els gallecs, recurs que va emprar encara altres cops. Abans de la Guerra Civil havia estrenat, en col·laboració amb el republicà Leandro Navarro Bonet, les comèdies El debut de la Patro (1932), Los hijos de la noche (1933), La Papirusa (1935) i La mujer que se vendió (1935). En aquestes peces es decanten les característiques del seu teatre: sensibleria i humor molt fàcil, que va ser batejat pel crític Alfredo Marqueríe amb el nom de "torradismo". Posteriorment va forjar una fórmula dramàtica que s'ha vingut a dir "epopeia del nouvingut":
- Decantació pels éssers marginats i molt humils.
- Fortíssimes dosis melodramàtiques.
- Exalçament de l'amor paternofilial pur.
- Moralina més de conte infantil que de teatre.
- Final feliç.

Però serà després de la guerra quan la seva fórmula teatral aconsegueix el màxim èxit comercial amb obres tan sonades com El famoso Carballeira, La madre guapa, Un caradura i Mosquita en Palacio, les quatre estrenades al llarg de 1940 sota la mateixa empremta sentimentaloide i folletinesca. El seu triomf majúscul va venir amb Chiruca (1941), peça que gira entorn d'una pobra i ingènua criada de servei d'uns ducs arruïnats que, després de rebre una quantiosa herència, guarda fidelitat total als seus amos per a casar-se després amb l'hereu, al qual estima des de sempre. Va aconseguir el miler de representacions a Madrid, en part gràcies a la interpretació d'Isabelita Garcés, el nom de la qual va estar molt de temps associat al personatge. Chiruca va ser adaptada al cinema a l'Argentina per Arturo Cerretani i dirigida per l'espanyol Benito Perojo (1945). Torrado va intentar, i gairebé va aconseguir, repetir l'èxit de Chiruca amb una segona part, La duquesa de Chiruca (1943).
Van seguir peces molt semblants:: Marcelina (1944), Una gallega en Nueva York (1946) i Mi tía en Filipinas (1947), escrites a més per a la mateixa actriu, Isabel Garcés. Altres títols seus són Mamá nos pisa los novios (1947), El celoso Magariños (1948), La risa loca (1949) i ¡Qué demonio de ángel! (1954). El 1953 el mateix Torrado declarava:
Jo encara no puc permetre'm el luxe d'escriure bé. Espero tenir assegurat el meu esdevenidor i el dels meus fills. Si ho assoleixo, pot ser que a partir dels cinquanta anys em posi a escriure bé i aconsegueixi que la gent a penes acudeixi a les meves comèdies, i si hi va, que s'avorreixi; però obtindré bones crítiques, en canvi.
El seu teatre va deixar d'estar de moda en els anys cinquanta encara que les seves Obras completas es van imprimir en 1948. El seu teatre va arribar a ser tan tòpic que Álvaro de la Iglesia en va fer una paròdia a la seva El baúl de los cadáveres titulada "Sabina de los Torrados": "L'escena representa un tros de pazo. A l'esquerra, una sardina en una peixera. En un florer, uns grelos. En la xemeneia, una olla de brou..."
També va fer treballs per al cinema. Los hijos de la noche va ser rodada a Itàlia el 1939 sota la direcció de Benito Perojo i El gran calavera va ser portada al cinema en 1949 a Mèxic per Luis Buñuel; també va ser important el seu guió per a la cinta Botón de ancla, que va dirigir el seu germà Ramón Torrado i gràcies al seu èxit se’n van fer diverses versions.

## Obres
- Obras completas (1948).
- El debut de la Patro (1932).
- Los hijos de la noche (1933).
- La dulzaina del charro (1933)
- La Papirusa (1935).
- La mujer que se vendió (1935).
- El famoso Carballeira, 1940.
- La madre guapa, 1940.
- Un caradura, 1940.
- Mosquita en Palacio, 1940.
- El famoso Carballeira, 1941
- Caradura, 1941.
- La infeliz vampiresa, 1941
- Un beso de madrugada, 1941
- Chiruca, 1941.
- La duquesa de Chiruca, 1942.
- El ladrón de gallinas, 1942.
- La señorita Pigmalión, 1943
- La dama de las perlas, 1943
- El gran calavera, 1944
- Marcelina, 1945.
- Las bodas de Camacho, 1945.
- ¡Qué verde era mi padre!, 1946.
- Una gallega en Nueva York, 1946.
- Sabela de Cambados, 1946.
- Mi tía de Filipinas, 1948.
- El señor mayordomo, 1947
- Mamá nos pisa los novios, 1947.
- El celoso Magariños, 1948.
- La risa loca, 1949.
- ¡¡¡Quince días millonarios!!!, 1953.
- ¡Qué demonio de ángel, 1954.
- Dos bofetadas y un beso
- Los borrachos de Velázquez
- Una noche fuera del colegio
- Las pájaras
- Milagriños
- Amoriños a dos velas
- Don Juan contra don Juan
- El muerto de risa
- Dulcifiquemos la vida
- De pillo a pillo
- Doña Vitamina
- María José y José María
- La taberna del oro